# Namika
Namika (имя при рождении — Hanan Hamdi), также известная под сценическим псевдонимом Hän Violett — немецко-марокканская (берберско-рифского происхождения) певица в жанре рэп, наиболее известная своей песней «Lieblingsmensch».

## Биография
Намика выросла во Франкфурте. Её предки происходят из марокканского города Надор.
Релиз её дебютного альбома Nador состоялся 21 июля 2015 г. Альбом включал её первый сингл 'Lieblingsmensch'. К концу июля 2015 г. её альбом достиг тринадцатой строчки в германском чарте альбомов. Сам же сингл занял позицию #27 в чартах синглов по Германии и через 8 недель занял первое место!
Намика также опубликовала семь видеоклипов, включая композицию Na-Mi-Ka из её мини-альбома Hellwach. В 2018 г. она выпустила песню ' Je ne parle pas français' (feat. Black M). Эта композиция достигла первой строчки в германских чартах. 1 июля выпустила второй студийный альбом Que Walou.